# Aporrhais
Aporrhais (лат.) — род морских брюхоногих моллюсков семейства Aporrhaidae и надсемейства Stromboidea.
Род известен с триаса до новейшего периода (возрастной диапазон: 205,6-0,0 млн лет назад). Окаменелости видов этого рода были найдены по всему миру.

## Виды
Род включает следующие современные виды:
- Aporrhais elegantissima Parenzan, 1970
- Aporrhais pesgallinae Barnard, 1963
- Aporrhais pespelecani (Linnaeus, 1758)
- Aporrhais senegalensis Gray, 1838
- Aporrhais serresiana (Michaud, 1828)

Вымершие представители рода:
- †Aporrhais dingdenensis  Marquet 2002
- † Aporrhais peralata (Sacco, 1893)
- † Aporrhais pliorara (Sacco, 1893)
- † Aporrhais pugens  Wollemann 1908
- † Aporrhais speciosa  Schlotheim 1820
- † Aporrhais uttingeriana  (Risso, 1826) [4]

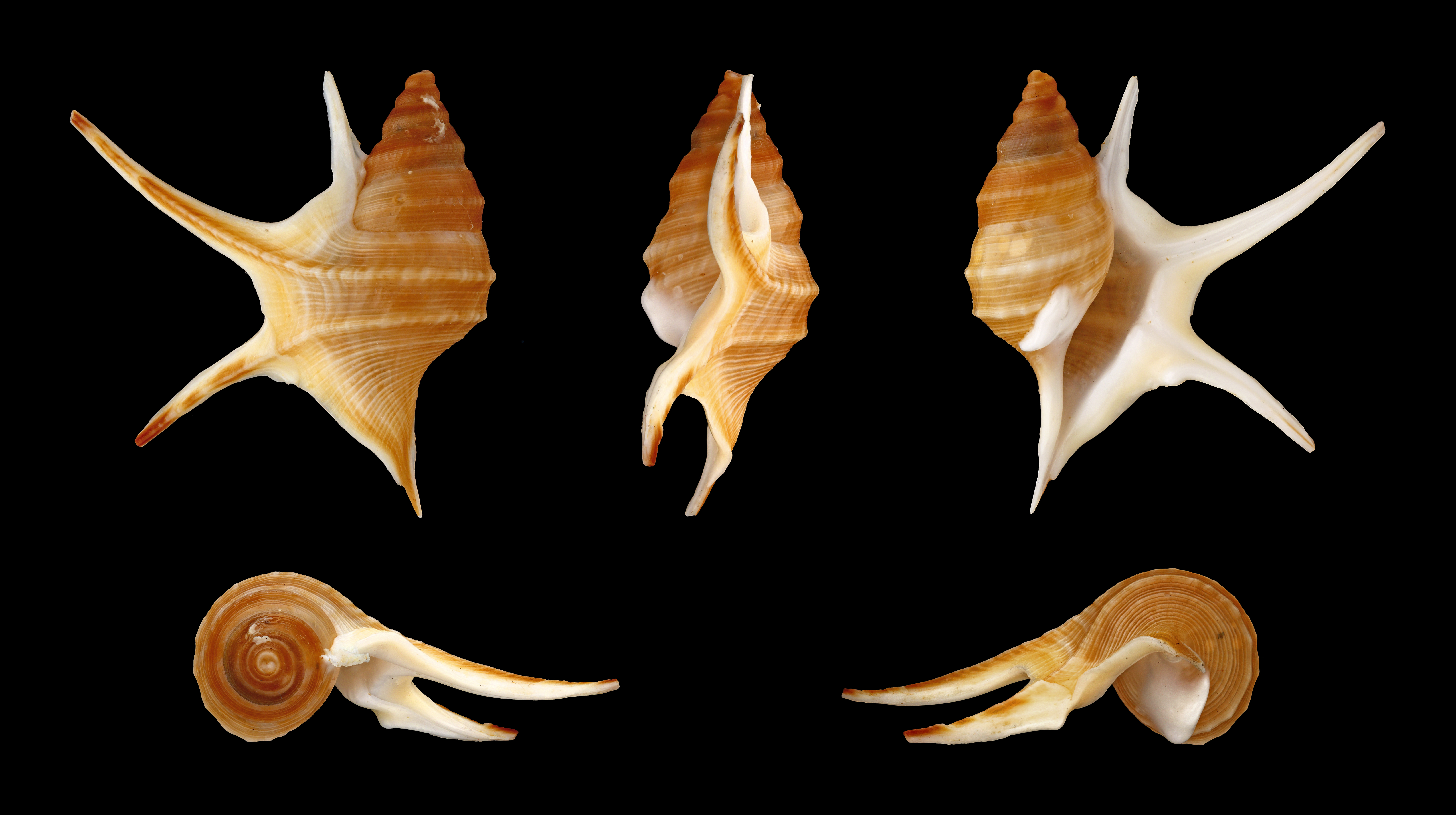
Aporrhais pesgallinae
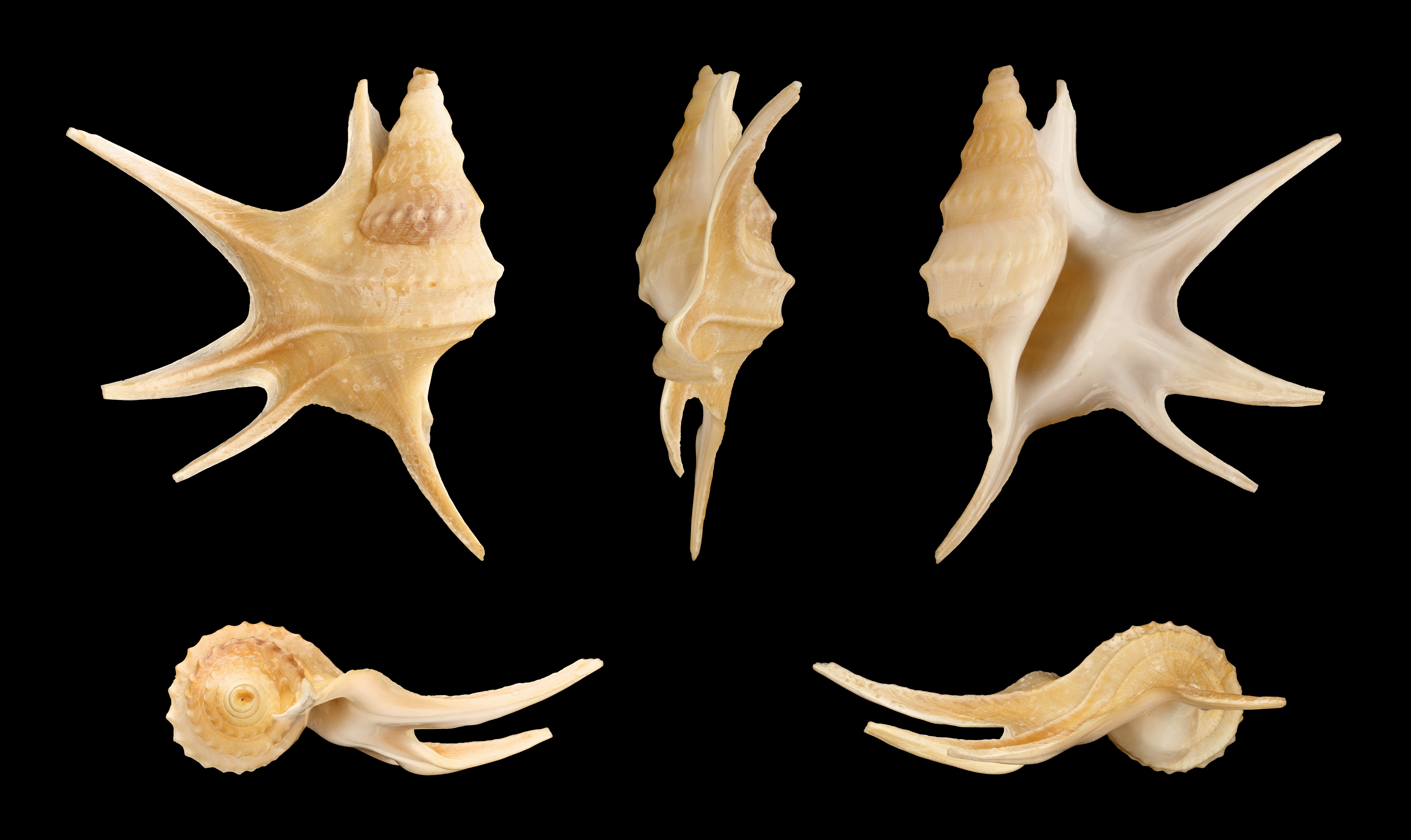
Aporrhais serresianus
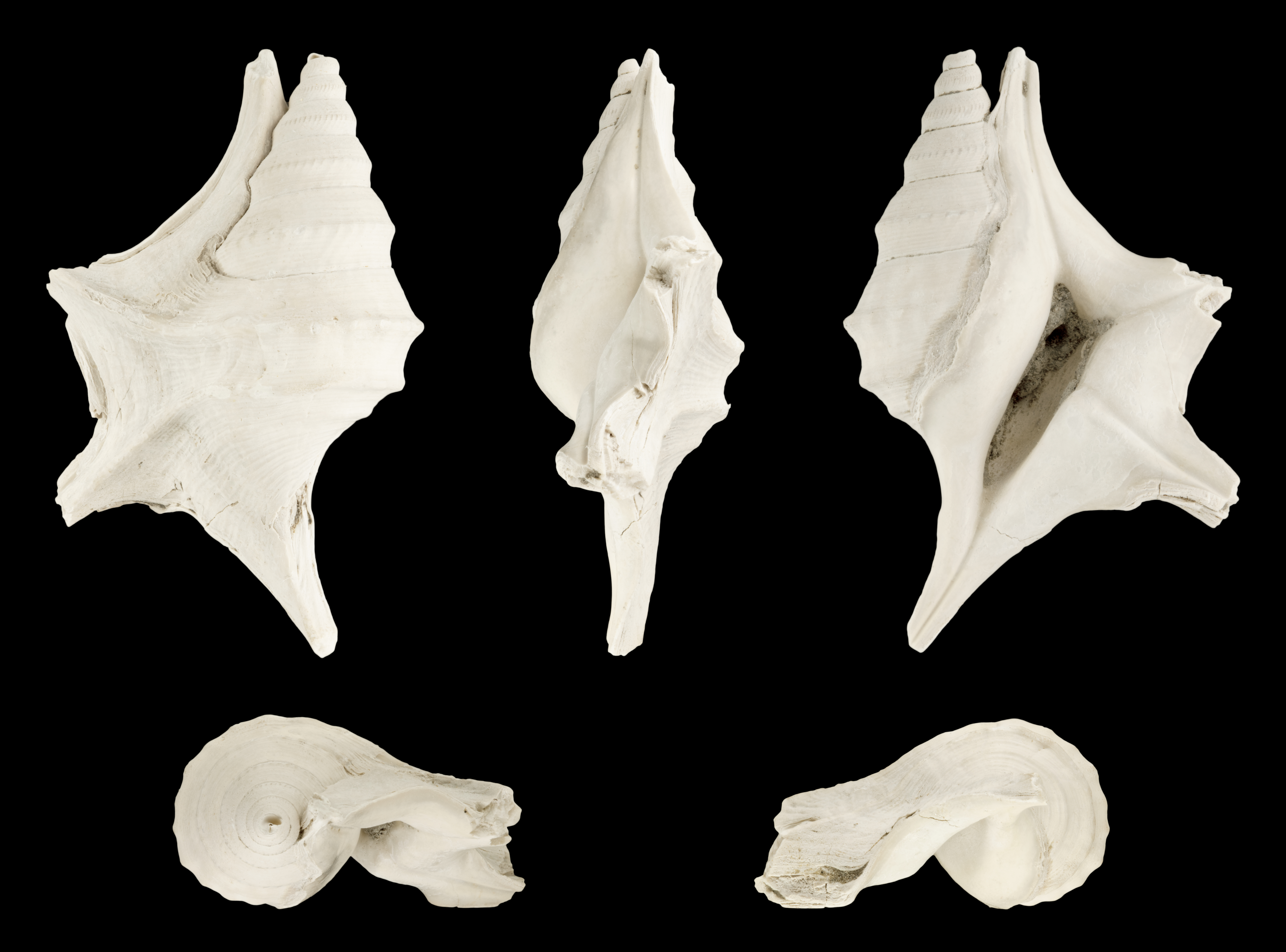
Aporrhais uttingeriana
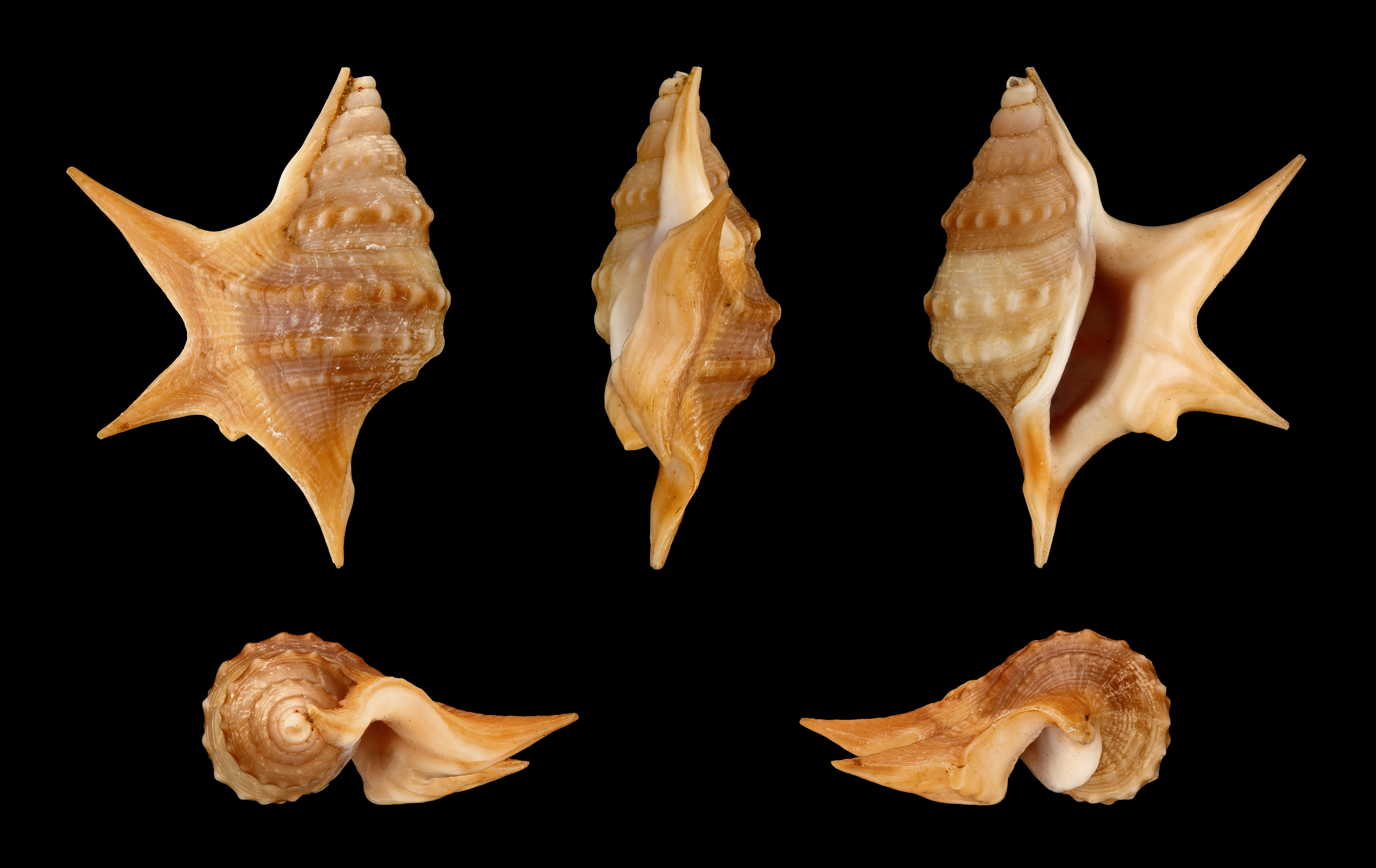
Aporrhais senegalensis
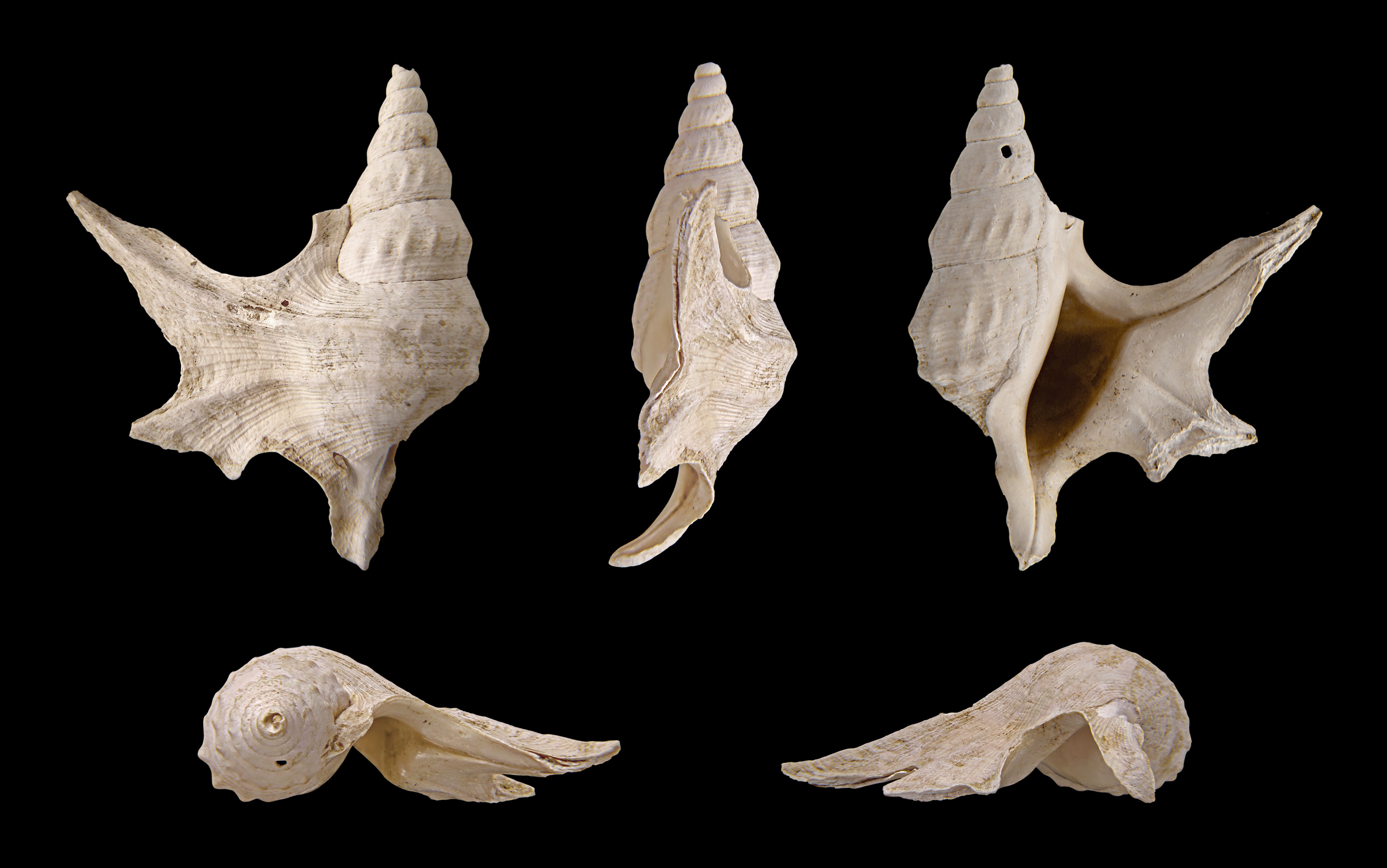
Aporrhais senegalensis